# Усанов, Алексей Иванович
Алексе́й Ива́нович Уса́нов (род. 14 января 2001, Тосно, Ленинградская область) — российский футболист, полузащитник белорусского клуба «Днепр-Могилёв».

## Клубная карьера
Уроженец Тосно. В раннем возрасте переехал с семьёй во Львов. Начал заниматься футболом в 5 лет во львовской СДЮШОР-4. Первый тренер – Александр Савченко.
В 2014 году перешёл в СДЮШОР «Зенит». В 2017 году пополнил академию московского «Динамо».
В составе молодёжной команды «Динамо» в сезоне 2019/20 стал победителем молодёжного первенства, в сезонах 2017/18 и 2018/19 также становился бронзовый призёром.
12 сентября 2020 года дебютировал за «Динамо-2» в ПФЛ, выйдя на замену в матче против «Твери».
28 мая 2022 года подписал годичный контракт с «Торпедо-2».
27 мая 2023 года дебютировал в РПЛ, выйдя в стартовом составе основной команды в матче против «Оренбурга».
18 июня 2023 года подписал двухгодичный контракт с основной командой «Торпедо».
21 февраля 2024 года на правах свободного агента перешёл в «Ротор».
26 марта 2025 года перешёл в белорусский клуб «Днепр-Могилёв».

## Карьера в сборной
В период с 2016 по 2019 год выступал за юношеские сборные России.

## Статистика выступлений
| Выступление       | Выступление       | Выступление      | Лига | Лига | Кубки | Кубки | Стыковые матчи | Стыковые матчи | Итого | Итого |
| Клуб              | Лига              | Сезон            | Игры | Голы | Игры  | Голы  | Игры           | Голы           | Игры  | Голы  |
| ----------------- | ----------------- | ---------------- | ---- | ---- | ----- | ----- | -------------- | -------------- | ----- | ----- |
| Динамо-2 (Москва) | ПФЛ               | 2020/21          | 12   | 0    | —     | —     | —              | —              | 12    | 0     |
| Динамо-2 (Москва) | Второй дивизион   | 2021/22          | 4    | 0    | —     | —     | —              | —              | 4     | 0     |
| Динамо-2 (Москва) | Итого             | Итого            | 16   | 0    | —     | —     | —              | —              | 16    | 0     |
| Торпедо (Москва)  | РПЛ               | 2022/23          | 2    | 0    | 0     | 0     | —              | —              | 2     | 0     |
| Торпедо (Москва)  | Первая лига       | 2023/24          | 6    | 0    | 1     | 0     | —              | —              | 7     | 0     |
| Торпедо (Москва)  | Итого             | Итого            | 8    | 0    | 1     | 0     | —              | —              | 9     | 0     |
| → Торпедо-2       | Вторая лига       | 2022/23          | 27   | 3    | —     | —     | —              | —              | 27    | 3     |
| → Торпедо-2       | Итого             | Итого            | 27   | 3    | —     | —     | —              | —              | 27    | 3     |
| Ротор             | Вторая лига («А») | 2023/24          | 15   | 1    | 0     | 0     | 0              | 0              | 15    | 1     |
| Ротор             | Первая лига       | 2024/25          | 1    | 0    | 0     | 0     | —              | —              | 1     | 0     |
| Ротор             | Итого             | Итого            | 16   | 1    | 0     | 0     | 0              | 0              | 16    | 1     |
| Днепр-Могилёв     | Первая лига       | 2025             | 13   | 1    | 1     | 0     | —              | —              | 14    | 1     |
| Днепр-Могилёв     | Итого             | Итого            | 13   | 1    | 1     | 0     | —              | —              | 14    | 1     |
| Всего за карьеру  | Всего за карьеру  | Всего за карьеру | 80   | 5    | 2     | 0     | 0              | 0              | 82    | 5     |

## Достижения
«Динамо» (Москва)
- Победитель молодёжного первенства России: 2019/20
- Бронзовый призёр молодёжного первенства России (2): 2017/18, 2018/19
- Итого : 1 трофей